# ハナテン

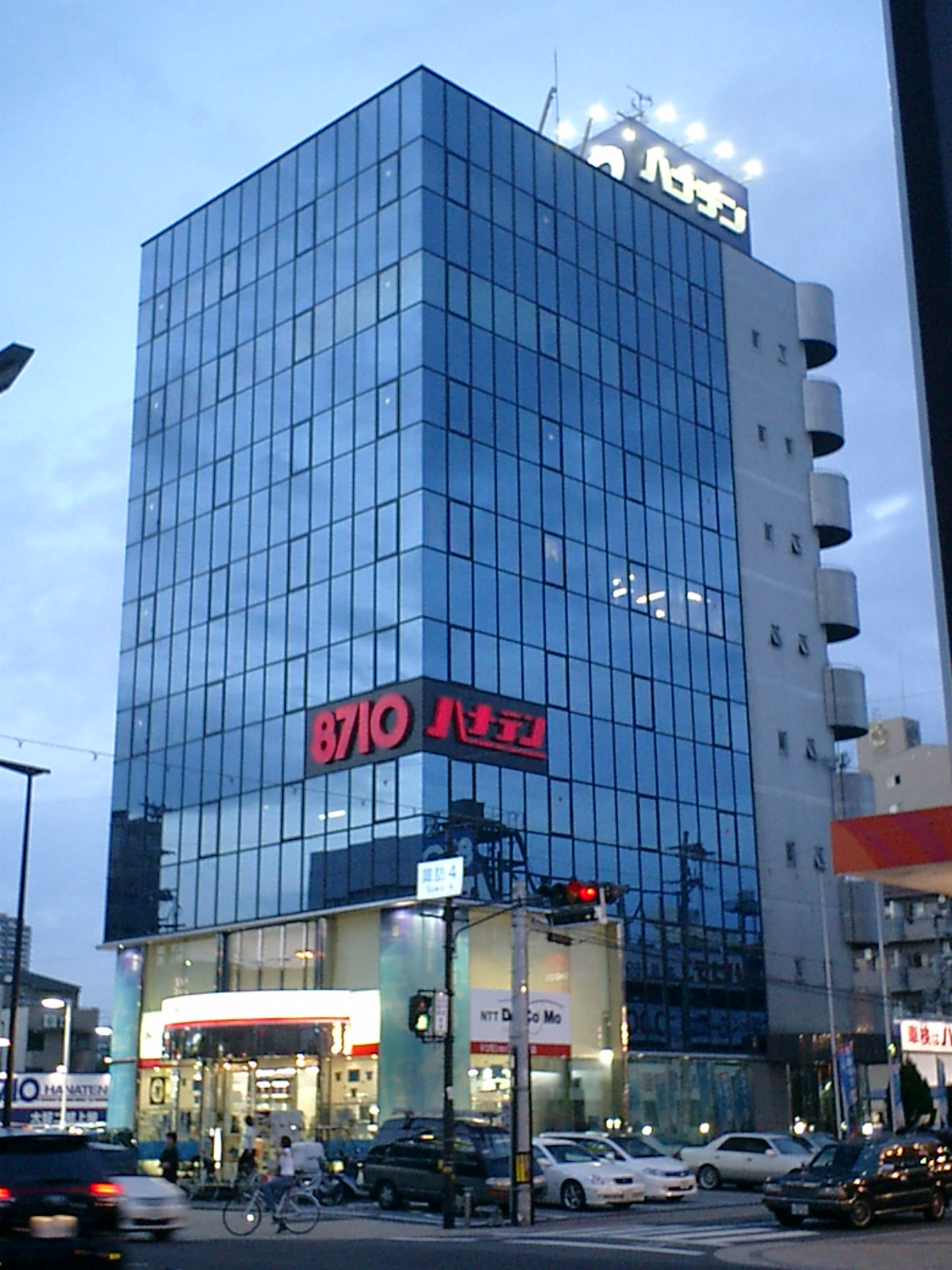
ハナテン本部（大阪市城東区、2006年）

株式会社ハナテンとは、かつて大阪府大阪市城東区に本社を置き、中古車の売買を行っていた会社である。
ビッグモーターとの資本、業務提携、その後子会社への一部除く事業継承を経て、2024年5月1日に、伊藤忠商事傘下のWECARSにこれまでの事業が継承されている。

## 沿革
1963年に山本博により大阪市城東区放出中において「放出（はなてん）中古車センター」として創業。1966年3月に放出中古車センター株式会社として法人化。1974年7月に城東区諏訪へ本社を移転。1987年3月に株式会社ハナテンに商号を変更した。関西圏を中心に中古車の売買業を展開。1988年にオークション事業を開始。1990年7月に大阪証券取引所第2部に上場した。
1988年7月にいすゞ自動車よりディーラー権を取得して新車販売を手掛けたり（1992年3月に撤退）、1993年3月に株式会社篠山自動車教習所の全株式を取得したり（2007年3月に全株式を売却）、1997年4月にサターン車の大阪府下の販売権を取得したり（2000年12月契約終了）、レンタルビデオ店を展開し、多角化を図っていた時期もあった。
2005年4月25日、西日本最大の自動車販売会社である株式会社ビッグモーター（本社、山口県岩国市）および三洋電機クレジットと資本、業務提携することで基本合意。2013年10月以降、直営の整備工場併設型店舗および販売店並びに直営買取専門店（26店舗）を「BIGMOTOR」に店名変更することを発表した。オークション会場とフランチャイズ店（約30店舗）には引き続き、「8710」の名称を使う。
2014年6月に株式会社ビーエムハナテンを設立。
2015年12月21日、ビッグモーターが株式公開買付けにより、97%の株式を取得。2016年1月26日、株式等売渡請求による完全子会社となった。
2016年5月、吸収分割により株式会社ビーエムハナテンへオークション事業及びフランチャイズ事業を除く一切の事業に関する権利義務を承継。
2017年8月1日、オークション事業をカールホールディングスに譲渡し、同年11月1日以降はオークション会場名を「関西松原オートオークション」に変更。2018年10月1日、株式会社ハナテンの清算が結了し法人格が消滅した。
そのカールホールディングスも2019年10月1日付で埼玉県深谷市の中古車オークション運営会社MIRIVEと経営統合。旧ハナテンのオートオークション会場は会場名を「MIRIVE大阪」に再変更の上で存続している。
その後、ビッグモーターは相次いで発覚した不祥事が社会問題化し、再建のため伊藤忠商事による買収が発表された。2024年5月1日、株式会社ビーエムハナテンが行ってきた全事業は、親会社の株式会社ビックモーターの全事業とともに、伊藤忠商事が設立した株式会社WECARSに会社分割方式により継承された。
旧ハナテン本社ビルには、2025年時点でWECARS深江橋店が入居している。

## CM
沢昭子のナレーションによる「あなた、クルマ売る? 私、高く買うわ」の台詞で知られる同社のかつてのテレビCMは、関西のテレビ局において深夜の時間帯に放送されていた。このテレビCMは、当時インパクトのあるコマーシャルソングを先駆的に制作していた協和広告が手掛け、毎回半裸の女性を映像に起用したことで知られるようになった。
関西圏、とりわけ大阪府民にとっては名物のCMとなっており、テレビ番組『秘密のケンミンSHOW』で「大阪府民は『あなた、一体誰?』と聞かれると『ハナテン 中古車センーター』と（歌って）返してくる」と取り上げられたこともある。同番組はハナテンのCMに半裸の女性を起用していた理由についても取材しており、関係者によれば「CMの対象者（車の所有者）の大半が男性であることから、普通に車の映像を流すよりも男性が喰らいつきやすい美人女性の裸姿を起用した」とのことである。
ビッグモーターの傘下に入ってからは、CMキャラクターにはビッグモーターのCMキャラクターも務めている俳優、西村雅彦を起用してビッグモーターと共通のCMも放送されていたが、後に半裸の女性のCMが復活し、再度放送されている。その後、「8710」から「ビッグモーター」への統一に伴って大森南朋が起用され、2001年には森公美子が起用された。
同社のラジオCMには、「ハナテン 中古車センーター」と歌うだけのバージョンが存在した。秒数なら5秒以下のジングルに近いものである。そのほか、ラジオCMにはハナテン車買い取り専門店バージョンも存在する。
放出という地名は難読地名とされているが、同社はその語感のインパクトを利用しての宣伝も行った。また、電話番号で「8710」という加入者番号を獲得した後には、その数字にこだわった。